# Karl Schilling (Pastor)

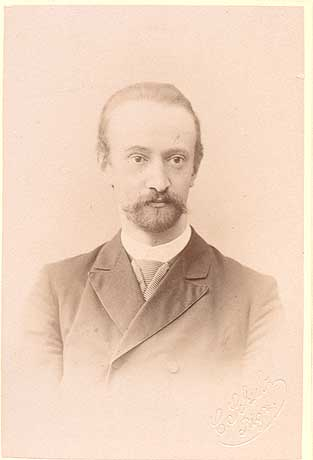
Karl Schilling

Karl Schilling (* 5. Februarjul. / 17. Februar 1865greg.in Sankt Petersburg, Russisches Kaiserreich; † 10. Septemberjul. / 23. September 1905greg. in Nitau, Gouvernement Livland, Russisches Kaiserreich), mit vollem Namen Karl Theophil Schilling, auch Carl Schilling beziehungsweise Carl Theophil Schilling oder Theophil Carl Schilling, auch Theophil Schilling geschrieben, lettisch Kārlis Šilings oder Kārlis Šillings, war ein deutsch-baltischer Pastor. Er gilt als evangelisch-lutherischer Märtyrer und wird in Oskar Schaberts Baltischem Märtyrerbuch erwähnt.
Die Datumsangaben in diesem Artikel richten sich, wenn nicht anders angegeben, für den Zeitraum bis 1918 nach dem julianischen Kalender.

## Leben

### Jugend und Ausbildung
Karl Schilling stammte aus einer in Livland alteingesessenen Pastorenfamilie. Sein Großvater war Pastor in Tirsen, sein Vater Carl Friedrich Woldemar Schilling (* 1834) Pastor in St. Petersburg. Der Vater verstarb bereits im Jahre 1869, als Karl Schilling vier Jahre alt war. Die Witwe zog mit den vielen Kindern nach Riga, wo Karl Schilling von 1877 bis 1884 das Gouvernements-Gymnasium besuchte, das er mit dem Abitur abschloss. 1885 immatrikulierte er sich an der Universität Dorpat, um Theologie zu studieren. Vom 20. Oktober 1887 bis zum 28. August 1888 war er Mitglied des Theologischen Vereins Dorpat.
1889 schloss er sein Studium kandidatenmäßig ab. 1890 bestand er seine Prüfungen vor dem Konsistorium in Riga. Sein Probejahr verbrachte er im selben Jahr bei Pastor Walter in Kremon in Livland und bei Propst Kaehlbrand in Neu-Pebalg in Livland.
Am 3. März 1891 wurde er in der St. Jakobikirche in Riga von Generalsuperintendent Hollmann zum Pastor-Adjunkt für Tirsen und Wellan ordiniert.

### Erste Jahre in Nitau
Am 5. Dezember 1891 wurde Karl Schilling als Nitauscher Kirchspielsprediger bestätigt, nachdem die Stelle ein Jahr lang vakant gewesen war, sich kein Bewerber fand und die Gemeinde auf Abwege geriet. Die Berufung Schillings durch das Konsistorium erregte wegen seiner deutsch-baltischen Abkunft heftigen Widerstand bei einigen Gemeindemitgliedern. Die neue Position hatte Schilling dennoch bis zu seinem Tode inne. Die finanzielle Situation sowohl der Gemeinde als auch des Pfarrers und seiner Familie war schwierig, was eine spartanische Lebensweise erforderte. Schillings Predigten galten als ernst, knapp, klar und schlicht, ungewöhnliche Gedankengänge waren darin im Allgemeinen nicht zu finden. Über die reformatorischen Grundsätze sola gratia und sola fide urteilte er, dass diese nur gemeinsam zum Frieden führen würden, nicht jeweils für sich allein betrachtet. Ein häufiges Thema war Leidensbereitschaft.
In seiner Freizeit befasste Schilling sich mit Natur und Geschichte. So pflegte er seinen kleinen Park und veröffentlichte in der Baltischen Monatsschrift sowie der Baltischen Jugendschrift. Ferner war er als einer von wenigen Pastoren, insbesondere im ländlichen Raum, Mitglied in der Gesellschaft für Geschichte und Alterthumskunde der Ostseeprovinzen Rußlands, wobei er starkes Interesse an deren archäologischen Arbeiten zeigte.
Um 1894 verlieh er an das Museum der Gesellschaft für Geschichte und Altertumskunde der Ostseeprovinzen Rußlands ein reichbesticktes Antependium seiner Kirche aus dem 18. Jahrhundert.
Außerdem war Karl Schilling, ebenso wie der 1906 ermordete Propst Ludwig Zimmermann, die 1919 von Bolschewiki hingerichteten Geistlichen Hans Bielenstein, Alexander Bernewitz, Xaver Marnitz, Arnold von Rutkowski, Paul Fromhold-Treu, Christoph Strautmann, Karl Schlau, Eberhard Savary, Eugen Scheuermann und Wilhelm Gilbert und wie die Pastoren Gustav Cleemann und Erwin Gross, die an den Folgen ihrer Gefangenschaft bei den Bolschewiki starben, ordentliches Mitglied der Lettisch-Literärischen Gesellschaft, die sich der Erforschung der lettischen Sprache, Folklore und Kultur widmete. Diese Gesellschaft wurde überwiegend von deutsch-baltischen Pastoren und Intellektuellen getragen. Für die Letten selbst war eine höhere Bildung zur Zeit der kaiserlich-russischen Vorherrschaft noch kaum zugänglich, ihre Kultur führte ein Schattendasein.
Im Jahre 1895 übernahm er für die Dauer der Vakanz der örtlichen Pfarrstelle die Amtshandlungen in der Gemeinde Jürgensburg.
Am Donnerstag, dem 14. Novemberjul. / 26. November 1896greg., dem Geburtstag der Mutter des Zaren, beteiligte sich Schilling an der Einweihung der neuen evangelisch-lutherischen Kirche zu Kirchholm. Er hielt dabei die Eingangsliturgie mit der Lesung von Offb 21,1-5 .

### Konflikt mit der russisch-orthodoxen Staatskirche
Schilling war bekannt dafür, sich um seine Gemeinde zu bemühen und offen seine Meinung zu sagen, was von den Einen als unbequem, von den Anderen als mutig gewertet wurde. Letztere sahen ihn als Bewahrer des Erbes der Reformation. So kam es von Anfang an auch zu Problemen mit einer relativ großen Anzahl lettischer Gemeindemitglieder, die unter anderem in der Zeit der Vakanz des Pastorenamts zur russisch-orthodoxen Staatskirche konvertiert waren, da er einige andere von diesem Schritt abhalten konnte und das Verhalten der Konvertiten tadelte. Schließlich zeigte der örtliche orthodoxe Priester, ein ständiger Gegner des evangelischen Pastors, Schilling wegen anti-orthodoxer Propaganda an. Dies führte zu einer Verurteilung Schillings aufgrund von Artikel 182 Teil 1 des russischen Strafgesetzbuches. Dieser stellte die sogenannte Verspottung der orthodoxen Religion unter Strafe:
„Diejenigen, welche überführt wurden, die Religion in höhnischer Weise verspottet zu haben, wobei eine offenbare Nichtachtung für die Vorschriften oder Zeremonien der orthodoxen Kirche oder überhaupt des Christentums bekundet wird, werden verurteilt zur Gefängnishaft auf eine Zeit von vier bis zu acht Monaten.“
Die Verhandlung fand am Montag, dem 6. Septemberjul. / 18. September 1899greg., unter Ausschluss der Öffentlichkeit vor der ersten Kriminalabteilung des Rigaer Bezirksgericht statt. Schillings Verteidiger war H. von Broecker, die Anklage vertrat A. Oransky. Schilling wurde zu vier Monaten Hausarrest verurteilt, den er bei seinem Propst und Freund Ludwig Zimmermann verbrachte. (Verurteilungen evangelischer Geistlicher wegen angeblicher Angriffe auf die orthodoxe Staatskirche waren häufig.) Während des Arrestes erfuhr Schilling die Freundschaft einiger Gemeindemitglieder, aber auch die Zurückweisung durch von ihm getadelte Konvertiten. Während Schillings Abwesenheit zeigte sich, dass er seine Gemeinde größtenteils für sich hatte gewinnen können. Die Abkehr vom evangelischen Glauben galt dort nun als inakzeptabel. Es war die Reaktion auf seine Wahrheitsliebe und seine Zuneigung zu seiner Gemeinde.
Am 15. November bestätigte das zweite Kriminaldepartement des Sankt Petersburger Appellhofes das Urteil. Mildernde Umstände wurden nicht zuerkannt. Für seinen ersten Gottesdienst nach der Haft hatte die Gemeinde die Kirche für ihn festlich geschmückt.
Am 22. November 1901 heiratete er Magdalena Agnes Scheinpflug (1876–1949), eine Schwester Theodor Scheinpflugs.

### Archäologische Tätigkeit
Im Jahre 1900 wurden archäologische Grabungsarbeiten am Assersee auf dem Grund des Gesindes Sawehlt im Kirchspiel Nitau durchgeführt. Karl Schilling forderte den Präsidenten der Gesellschaft für Geschichte und Altertumskunde der Ostseeprovinzen Rußlands, den Oberlehrer B. Hollander, auf, die Grabungen fortzusetzen.
Schillings Bitte um Fortsetzung der Grabungen wurde im Juni 1903 gefolgt, nachdem die Besitzerin des Gesindes, Alma von Zoeckel, die Genehmigung erteilt hatte. Es handelte sich bei der Fundstätte um sechs lettische Hügelgräber aus dem 6. bis 8. Jahrhundert, aus der Zeit vor der Einwanderung der Liven. Schilling beteiligte sich selbst an der Grabung, bei der fünf der Gräber untersucht wurden. Es wurden ein bis zwei menschliche Körper pro Grab und zahlreiche Grabbeigaben gefunden.

### Nitauer Siechenhaus
Am 1. Januar 1905 weihte Schilling das evangelische Siechenhaus seiner Gemeinde ein. Anwesend waren der Besitzer des Schlosses, auf dessen Grund das Haus eingerichtet worden war, Graf Wilhelm Stenbock-Fermor, und Vertreter der Bauerngemeinde. Die Feier wurde schlicht gestaltet. Der Graf hatte das Haus mit Heizung und Garten zur Verfügung gestellt. Die Finanzierung der Einrichtung und eines Teils des Unterhalts der Kranken wurde durch eine Spende des Grafen und eine Geldsammlung Schillings erreicht. Schilling hatte sich um die Beschaffung der Einrichtung und die Einlieferung der Kranken gekümmert. Die ersten Sieben bezogen schon am Tag der Einweihung das Haus. Zwei der Kranken waren orthodoxen Glaubens. Dafür hatte sich das Kuratorium entschieden, obwohl es nicht dazu verpflichtet war. Vor der Einrichtung des Hauses wurden Kranke bei Bauern untergebracht. Die dafür notwendigen Gelder von Seiten der Gemeinde kamen nun dem Siechenhaus zugute. Damit sollte eine bessere Versorgung der Kranken erreicht werden.

### Erste Spannungen während der Russischen Revolution 1905
Während der Russischen Revolution von 1905 sollten sich die Spannungen, die sich aus konfessionellen Gründen um Schilling aufgebaut hatten, verstärken. Viele, die er sich zu Feinden gemacht hatte, nutzten nun die Gelegenheit, gegen ihn vorzugehen. Die revolutionären Agitatoren kamen nach Meinung der Rigaschen Rundschau allerdings von außerhalb, dabei trat vor allem ein Student des Sankt Petersburger Berginstituts hervor, der Sohn eines Gesindewirts aus Ogershof. Das örtliche Exekutivkomitee soll sich vergleichsweise maßvoll verhalten haben, insgesamt, so die Zeitung, soll die Revolutionszeit im Kirchspiel Nitau verhältnismäßig ruhig verlaufen sein.
Im März 1905 erhielt Schilling einen Drohbrief in lettischer Sprache. Darin fand sich unter anderem der Satz: „Das ist die erste Glocke!“ und die Ankündigung, der Pastor werde am 31. März erschossen, sofern er nicht umgehend die Beschlüsse des lettischen sozialdemokratischen Komitees erfülle. Gemeint war, er solle auf Pachten, Fälligkeiten und sonstige an ihn zu richtende Zahlungen verzichten.
Im April 1905 rief Schilling in der Düna-Zeitung dazu auf, sich öffentlich zur Frage der evangelisch-orthodoxen Mischehen zu äußern. Die durch kaiserlichen Erlass vom 17. April gewährte Religionsfreiheit solle sich auch auf das Bekenntnis von Kindern aus solchen Ehen erstrecken. Propst Grüner aus Goldingen, der ihn dabei zitierte, schloss sich in einem ähnlichen Aufruf Schillings Meinung an.

### Unruhen in der Nitauer Kirche
Am Pfingstsonntag, dem 5. Juni, kam es zu Unruhen in der Nitauschen Kirche: Nach dem Predigtlied drangen einige junge Männer, darunter Schüler und Studenten, auch ein Polytechniker in Uniform in die Sakristei ein, in der Schilling sich alleine aufhielt. Sie forderten ihn in lettischer Sprache auf, seinen Talar abzulegen und ihnen zu geben. Als er dies ablehnte, wurde er ärgerlich aufgefordert, nicht zur Gemeinde zu sprechen. Auch dies lehnte er ab. Daraufhin zogen einige der Eindringlinge Revolver, und drohten, ihn zu erschießen, falls er die Sakristei verlassen sollte. Sie entrissen Schilling ein lettisches Neues Testament. Der Polytechniker blieb bewaffnet in der Tür zurück und blockierte diese über eine halbe Stunde lang.
Die Übrigen stürmten in die Kirche. Das Lied war zwischenzeitlich beendet. Einer aus der Gruppe bestieg die Kanzel, verlas einen Bibeltext und hielt dann eine leidenschaftliche revolutionäre Rede. Die anderen gingen durch die Kirche und drohten, jeden zu erschießen, der Widerstand leisten würde. Zur Gottesdienstgemeinde gehörten auch zwei Landgendarmen. Zahlreiche fremde Revolutionäre hatten sich unter die Gemeinde gemischt, riefen nach der Rede ihre Zustimmung aus und sangen revolutionäre Lieder zu Choralmelodien, der Text wurde dabei vorgesprochen. Von außerhalb waren Schüsse zu hören. Es wurden Proklamationen unter der Gemeinde verbreitet, gejohlt, Beifall geklatscht und Hurra geschrien. Außerdem wurde eine Geldsammlung veranstaltet.
Nachdem die Veranstaltung in der Kirche von den Revolutionären beendet worden war, führten sie die Gemeinde hinaus. Dort wurden Rote Fahnen entfaltet. Als die Menge die Kirche verließ, ging auch der Polytechniker und Schilling konnte die Sakristei verlassen, die er nie wieder betreten würde. Die Revolutionäre zogen mit ihren Fahnen singend und schießend zunächst zum Schloß; die Gemeinde wurde gezwungen, mitzuziehen. Die Revolutionäre bedrohten den Gutsverwalter und trugen Graf Stenbock-Fermor ihre Forderungen vor, wobei der Redner von zwei Leibwächtern mit gespannten Revolvern flankiert war. Später zogen die Revolutionäre zum Krug, die Menschenmenge durfte sich dort erfrischen, wurde aber aufgefordert, nicht das Monopol zu unterstützen.
Danach zog die Menge weiter zum Pastorat, wo mittlerweile auch Schilling eingetroffen war. Er wurde aufgefordert, herauszukommen und belehrt, mit dem Hinweis, er habe seiner Gemeinde Steine statt Brot gegeben. (Vergleiche Mt 7,9 .) Dementsprechend wurde ihm ein Stein in die Tasche gesteckt. Anschließend löste sich die Versammlung auf.

### Ähnliche Ereignisse und Folgen
Zu ähnlichen revolutionären Störungen des Gottesdienstes am ersten und zweiten Pfingsttag 1905 kam es in Sissigal bei Pastor Lange aus Sunzel, in Ascheraden bei Pastor Eberhard Savary, der am Ende des Vorfalls misshandelt und in einen Sack gesteckt wurde und den 1919 Bolschewiki erschossen, und in Lennewarden bei Propst Ludwig Zimmermann.
Das evangelische Konsortium schloss aufgrund der genannten Ereignisse Schillings Kirche bis zu dem Zeitpunkt, zu dem die Gemeinde einen ausreichenden Schutz der Kirche ermögliche. Die Gemeinden, für die Schilling zuständig war, erklärten aber, sie wollten keine Schritte unternehmen, um Kirche, Gottesdienst und Pfarrer zu schützen. Die Bedrohung war dafür zu groß.

### Verschärfung der Spannungen
Ein zweiter Drohbrief folgte im Juli 1905, mit dem Satz: „Das ist die zweite Glocke! Passen Sie jetzt auf, die dritte wird bald ertönen“. Es folgten noch weitere Briefe, die Karl Schilling aber nicht öffnete, da sie unfrankiert waren. Der Pastor blieb aber weiter bei seiner Gemeinde. Zwar konnte er keine öffentlichen Predigten mehr halten, wohl konnte er aber einzelne Personen seelsorgerisch betreuen. Diese Aufgabe nahm er unvermindert wahr. Immer, wenn er sein Haus verließ, um eines der weit verstreut lebenden Gemeindemitglieder zu besuchen, verabschiedete er sich von seiner betagten Mutter, seiner jungen, aber gesundheitlich angeschlagenen Ehefrau und seinen beiden jungen Kindern, als sei es das letzte Mal. Er regelte seine Angelegenheiten bis ins letzte Detail und meinte:

„Wir sind auf alles gefasst, der Tod hat keinen Schrecken mehr für uns, nur die grausigen Einzelheiten, die damit verbunden sind.“

Am 21. August befand sich Schilling nach einem schweren Abschied auf einer Synode im entfernten Walk. Die Stimmung war sehr ernst; jeder der Teilnehmer fragte sich, wer als Nächstes den Hass der Revolutionäre zu spüren bekommen werde. Hier hörte Schilling, dass in der Nacht ein Versuch unternommen worden war, sein Pastorat niederzubrennen. Eine Holztreppe war mit Petroleum begossen worden. Es verbrannten allerdings nur drei Stufen; danach erlosch das Feuer, wodurch der Familie das Leben gerettet wurde. Eine mit Erntegut und dem Besitz Schillings gefüllte Scheune neben dem Pastorat brannte allerdings vollständig ab. Schilling eilte allen Warnungen zum Trotz zurück und brachte seine Mutter und seine Kinder nach Riga. Er und seine Frau blieben im Pastorat, wo er eine Vorladung vor Gericht vorfand. Dort sagte er darüber aus, wer ihn in der Sakristei bedroht hatte, was aber keinerlei Konsequenzen hatte. Dass die Revolutionäre es verstanden, Gegner zum Schweigen zu bringen, war ihm bei seiner Aussage bekannt. Schilling erfüllte weiterhin seine Aufgaben, trotz einer schweren Erkrankung.
Am 5. September hörte Schilling vom Mord an einer weiteren Amtsperson seiner Gemeinde. Er kommentierte dies mit:

„Heute dir, morgen mir.“

Am 6. September wurde der lettische russisch-orthodoxe Priester von Fistehlen, Jānis Līcis (* 1830, auch Johann Lihzit genannt), getötet. Mit Ausnahme des kleinen Grünhofes brannten die Revolutionäre sämtliche Güter im Kirchspiel Nitau nieder.
Schilling veröffentlichte einen Artikel in der Düna-Zeitung, in dem er seine Meinung äußerte, dass den lettischen Gemeinden das Patronatsrecht noch nicht zuerkannt werden könne, da diese noch nicht reif dafür seien. Adam Jende, der 1918 von Bolschewiki getötet wurde, befürwortete stattdessen die Pastorenwahl durch die Gemeinde.
Am Freitag, dem 9. Septemberjul. / 22. September 1905greg., besuchte Schilling in Begleitung seiner Frau ein erkranktes Gemeindemitglied. Seine Frau schrieb später über diese Fahrt. Das Wetter war sehr schön und der Himmel klar. Schilling vermutete:

„Vielleicht sehe ich das alles zum letztenmal.“

Um 17 Uhr suchten zwei unbekannte Männer Schillings Pastorat auf und fragten nach ihm. Da der Pastor abwesend war, kündigten sie an, am nächsten Tag zurückzukehren. Nach seiner Rückkehr wurde Schilling dies mitgeteilt.

### Gewaltsamer Tod
Am nächsten Tag, dem 10. Septemberjul. / 23. September 1905greg. um 11 Uhr 30, befand sich Schilling in seinem Arbeitszimmer im ersten Stock seines Pastorats. Einer der beiden gut gekleideten Männer klopfte an die Tür und kam auf Schillings Aufforderung hin herein. (Andere Quellen geben an, die Ereignisse hätten an der Haustür stattgefunden, nachdem die Männer dort geschellt hatten.) Der Unbekannte übergab dem Pastor einen Brief. Schilling drehte dem Mann den Rücken zu, um den Brief am Fenster zu öffnen. Der Inhalt war in lettischer Sprache verfasst und lautete übersetzt: „Schilling, du bist ein Spion, du musst sterben.“ Schilling fragte, ob er den Brief beantworten solle. Als Antwort feuerte der Unbekannte fünf Schüsse aus einem Revolver auf ihn ab. Alle Schüsse trafen, einige das Herz. Schilling brach taumelnd zusammen; seine Frau fing ihn auf.
Der Attentäter stieg die Treppe hinab und traf ein Dienstmädchen, welches er mit der Waffe bedrohte, um es zum Schweigen zu zwingen. Auf der Bank vor dem Haus saß der andere Mann, zu dem der Attentäter, als er hinauslief, sagte: „Der ist fertig!“, was die Bewohner des Hauses hörten. Beide Männer entfernten sich gemeinsam durch den Park, vermutlich in Richtung von Ramotzki.
Karl Schilling starb zehn Minuten nachdem die Schüsse ihn getroffen hatten. Seine letzten Worte sollen erleichtert geklungen haben und lauteten:

„Ein ganz fremder Mensch war es. Wie schön war es zu leben, aber es ist auch schön zu sterben.“

Er hatte das Leben zuvor als „Rüsttag für die Ewigkeit“ bezeichnet. Seine Frau urteilte in ihrem Bericht über diese Ereignisse, Gottes Gnade habe ihn gerüstet.

## Nachleben

### Unmittelbare Reaktionen
Schilling hinterließ eine ebenfalls kranke und finanziell schlecht gestellte junge Witwe und zwei Töchter im Alter von fünf Jahren und neun Monaten. Der Bauer J. Pikan kam nach Wesselshof und berichtete als Erster über den Mord.
Schillings Nachruf in der Düna-Zeitung vom 12. September 1905 wurde von einem anderen evangelischen Geistlichen anonym verfasst.
Am 13. September folgte ein Kommentar in der Rigaschen Rundschau, in der Līcis und Schilling als Märtyrer bezeichnet wurden, verbunden mit dem als Trost gemeinten Hinweis, dass der Kirche aus dem Blut der Märtyrer stets gute Früchte erwachsen würden. Der Autor drückte seinen Zweifel daran aus, dass die Ermordung von Privatpersonen, die nicht die Staatsmacht verkörperten, durch das revolutionäre Streben nach Verbesserungen gerechtfertigt werden könne. Die Einsetzung Līcis’ durch patriarchale Kirchenstrukturen sei kein Argument, da die lettischen Gemeindemitglieder ja freiwillig zur orthodoxen Kirche konvertiert seien. Die evangelische Kirche Schillings wiederum sei über vier Jahrhunderte mit der Bevölkerung verwachsen, als Nachfolgerin der römisch-katholischen Kirche sogar über sieben Jahrhunderte. Die Mörder würden das Gegenteil von dem erreichen, was sie wollten, bislang wankende Kirchenmitglieder würden sich jetzt nur umso enger an ihre Kirche binden.
Noch im September 1905 besuchte der Gouverneur die lutherischen Geistlichen Rigas. Dabei sprach er über die Ermordung Schillings und Līcis’. Stadtpropst Gaethgens drückte die Hoffnung aus, dass die Täter bald gefunden würden und die Ordnung in der Kirche wiederhergestellt würde.
Die Rigas Awise urteilte über die Ermordung Schillings und Līcis’:
„Wenn eine Nation ruhig Mordtaten duldet, dann kommt deren Fluch über das ganze Volk. Das ist ein Gesetz von Ewigkeitsbedeutung. Und ist das nicht ein Dulden der Mordtaten, wenn diejenigen, deren Pflicht ist, das Volk durch Schriften zu belehren, stillschweigen? Wenn diese kein Wort zur Verdammung der Bewegung, die diese Mordtaten verursacht, finden? Nein, diese sind moralisch Mitschuldige.“
Ansonsten beschränkte sich die lettische Presse auf eine Schilderung der Tatsachen. Für Hinweise auf die Mörder Schillings und Līcis’ setzte die Rigasche Kreispolizei eine Belohnung von 1000 Rubeln aus.

### Beerdigung
Schilling wurde am Nachmittag des 15. Septemberjul. / 28. September 1905greg. beerdigt. Den Gottesdienst in der Kirchhofskapelle hielt sein Propst Ludwig Zimmermann, der sich auch an der Beerdigung selbst beteiligte. Im Angesicht der Ausschreitungen der Revolutionäre gegen die evangelische Kirche sprach er über stellvertretendes Leiden. Die Besucher waren zahlreich, neben vielen lutherischen Geistlichen nahmen auch der Gouverneur von Livland, der residierende Landrat Adolf Pilar von Pilchau, der einen Kranz für die livländische Ritterschaft niederlegte, der Generalsuperintendent und weitere einflussreiche Persönlichkeiten teil. Von den anwesenden Pastoren gab jeder dem Verstorbenen einen Bibelvers mit auf den Weg; Zimmermann zitierte das Herrenwort aus Mt 10,39 : „Wer sein Leben verliert um meinetwillen, der wird es finden.“ Stadtpropst Gaehtgens legte im Namen des livländischen Konsistoriums und der Geistlichen Kurlands und Livlands einen Lorbeerkranz nieder und hielt die Grabrede. Während das Grab geschlossen wurde, sang die Gemeinde Ein feste Burg ist unser Gott.

### Verdächtige
Die Rigasche Rundschau vom 31. Oktober 1905 stellte einen Zusammenhang zwischen sozialdemokratischen Boykottaufrufen gegen Landpfarrer und der Ermordung Schillings her. Bei einer Beerdigung von Posträubern seien revolutionäre Lieder gesungen und entsprechende Transparente gezeigt worden. Mord und Verbrechen, so urteilte die Zeitung, seien zu Kampfmitteln der Revolutionäre geworden.
Im Februar 1906 geriet Pikan in Streit mit dem Bauern Kahrklinsch, der ihn als Sozialisten bezeichnete und sich an einem Diebstahl in der Nitauer Kirche beteiligt habe. Später erschien Pikans Bruder mit einem Gewehr und bedrohte die Anwesenden. Es wurde eine Untersuchung gegen die Brüder Pikan eingeleitet. Vor dem Gemeindegericht bekräftigte Kahrklinsch seine Anschuldigungen, während Pikan diese abstritt. Pikan geriet nun unter Verdacht des Mordes an Schilling. Augenzeugen sagten aber aus, dass der Mörder anders aussah. Pikan kam dennoch in Untersuchungshaft im Rigaer Gefängnis.
Die Revolution wurde im Frühjahr 1906 durch russische Truppen niedergeschlagen.

### Nach der Revolution
Im Juni 1906 wurde die Kirche von Nitau von Ludwig Zimmermann wieder eingeweiht. Das Attentat gegen Schilling bezeichnete er dabei als Mord. Als Zimmermann am 18. Augustjul. / 31. August 1906greg. ebenfalls getötet wurde, sagten die Attentäter, er habe diejenigen beleidigt, die in Nitau für die Freiheit gekämpft hätten.
Ein livländischer Pastor erhielt am 25. September 1906 folgendes gedrucktes Schreiben in „offiziellem“ Sprachstil:
Nr. 51.
Aufforderung an den Pastor (in der Quelle zensiert) der (zensiert)en Gemeinde.
Hiermit werden Sie aufgefordert, mit der Beschimpfung von Freiheitskämpfern und unserer gefallenen Genossen aufzuhören und sofort nach Empfang dieser Bekanntmachung Ihr heiligmachendes Geschäft – die Kirche zu schließen, widrigenfalls wir gezwungen sein werden, Gewaltmittel anzuwenden. Denken sie an die Schicksale ihrer Kollegen Schilling, Lihzit und Zimmermann.
25/IX. 1906.
Die Gruppe
der Baltischen Kampfesorganisation.
Druckerei „Mescha-Brahli“
Das Schreiben war mit einem Stempel mit der Aufschrift „Latwijas Sozialdemokratiga Komiteja Widsemas Maleenas“ versehen, der Name des Pastors und seiner Gemeinde sowie das Datum waren mit roter Tinte nachträglich eingefügt worden.
Im Mai 1909 hielt der livländische Abgeordnete Baron Hans von Rosen eine Rede vor der Duma, in welcher er die Morde an Jānis Līcis und den evangelischen Geistlichen Wilhelm Taurit, Karl Schilling, Ludwig Zimmermann, Alphons Fuchs, Julius Busch und Albert Grühn erwähnte. (Fuchs überlebte nach anderen Quellen den Anschlag trotz anfänglicher Todesmeldung.) Rosen bezeichnete die Genannten dabei als Märtyrer. Er betonte die Bedeutung auch der evangelischen Geistlichen als Stützen des Staates und warb für ein Ende der gesetzlichen Benachteiligung der evangelischen Kirche gegenüber der orthodoxen.
Ein mit Schilling befreundeter Pfarrer gab ein Buch mit 47 deutschsprachigen Predigten Schillings, einer kurzen Biographie, sowie der Grabrede, die Ludwig Zimmermann für ihn gehalten hatte, heraus. Es trug den Titel: Wer sein Leben erhalten will, der wird es verlieren – wer sein Leben verliert um meinetwillen, der wird es finden. Zum Gedächtnis an Karl Theophil Schilling †, Pastor zu Nitau (Livland). Seine Predigten, herausgegeben mit Zeitschilderungen und Beschreibung seines tragischen Todes im Revolutionsjahre 1905 von Maximilian Stephany, Pastor am Dom zu Riga. Riga 1910. Georg Neuner, Suworowstraße 40.
Karl Schilling war der Erste in einer langen Reihe evangelischer Geistlicher und anderer kirchennaher Personen, die im Gefolge der Revolutionen von 1905 und 1917 getötet wurden. So erschossen Bolschewiki am 14. März 1919 auch Schillings Schwager, den Pastor Theodor Scheinpflug.